# エイミー・コニー・バレット
エイミー・コニー・バレット （Amy Coney Barrett、1972年1月28日 - ）は、アメリカ合衆国の裁判官、法律家。同国の控訴裁判所（高裁）判事などを経て2020年10月27日より合衆国最高裁判所の陪席判事を務める。

## 来歴
1972年1月28日、ルイジアナ州ニューオーリンズ生まれ。7人兄弟の長子。父方の高祖父がアイルランド出身で、母方の高祖父がフランスの出身である。ローズ・カレッジ卒業、ノートル・ダム・ロー・スクール修了。保守派で最高裁判事のアントニン・スカリアの下で調査官を務めた。また母校を含めた複数の大学において法学を教えている。
父親がカトリックの助祭であり、本人も敬虔なカトリック教徒である。法解釈においては、テキスチュアリズム（司法条文主義）を取り、憲法解釈においては、「アメリカ合衆国憲法が採択されたときに意味していたことに光を当てて、可能な限り最大限に解釈すべき」というオリジナリズム（司法始原主義）を取っている。こうした法的アプローチから、判事としてはいわゆる保守派に位置づけられる。
2017年5月、トランプ政権下で第7巡回区控訴裁判所判事に指名された。上院司法委員会による公聴会では、野党民主党の上院議員より「あなたの中にはドグマ（教義）が大きく響いている」と批判された際、自身の司法判断と信仰心は切り分けていると反論した。この民主党議員の発言について「宗教への偏見だ」と超党派の反発が起こった。結局、同年10月に上院本会議で賛成55、反対43で承認された。

### 最高裁陪席判事
2018年6月、ロナルド・レーガン大統領に指名され、重要な判決において絶えずその判断が評決を左右してきた中道派のアンソニー・ケネディー判事が最高裁判事からの引退を表明。この時はブレット・カバノーが判事に指名・承認されたが、バレットも最終候補に残っていたとされる。
2020年9月18日、ルース・ベイダー・ギンズバーグ判事が死去したことに伴い、9月26日、ドナルド・トランプ大統領がバレットを最高裁陪席判事へ指名した。式典でトランプはバレットについて卓越した知性と気質を備えた、最高裁陪席判事として極めて適格な人物であると評した。しかし、最高裁におけるリベラル派の象徴であったギンズバーグの後任に、保守派のバレットが指名されたことで、既に保守派5人、リベラル派3人と保守派が上回っていた最高裁判所の保守化がさらに強化されるとの懸念が強まった。しかも、2020年アメリカ合衆国大統領選挙の開票日まで1か月半しかなく、トランプと次期大統領を争っていた民主党のジョー・バイデンは、過去の同様のケースを引き合いに、大統領選挙の勝者がギンズバーグの後任を指名するべきであると主張した。。しかしながら、承認の採決を行う上院の多数党は共和党であり、上院トップの多数党院内総務であるミッチ・マコーネルは選挙前の承認プロセル履行を決定した。
この人事案の承認に必要な公聴会は、2020年10月12日より上院司法委員会にて開催された。バレットは、冒頭陳述において、司法府の立法府並びに行政府からの独立性と、裁判所は政策決定機関でもなければ政治的判断を行う機関でもないことを指摘、さらには自分自身の政治的・宗教的立場に基づき司法判断を行うことはないと強調した。翌13、14日には上院議員からの質問が行われ、人工妊娠中絶やオバマケア、性的少数者の権利などの質問に関しては、これまでの最高裁判決について個人的な意見を表明するのは不適当とした上で、法の支配を重視し、過去の判決を覆そうという意図を持って職に当たることはないと述べ、個々の事案に対する直接的な見解を示すことは避けた。ただし、過去に自身の著作物において批判したことのあるオバマケアについては、これを破壊する意図はないと言明した。また、複数の民主党の上院議員から、11月の大統領選挙の結果が最高裁の場で争われることになった場合、その審理に加わらないことを宣言するように迫られたが、これを三権分立の観点から、司法府が立法府の圧力に屈することはないとして拒絶した。
10月16日に公聴会は予定通り終了し、22日の委員会採決を民主党はボイコットしたものの、多数派の共和党は採決を予定通り行うと表明した。結局、民主党が欠席するなか、上院司法委員会は人事案を可決し上院本会議へと送付。人事案は、26日の本会議において賛成52、反対48で承認され、27日の司法宣誓を経てバレットは最高裁陪席判事に就任した。共和党からの造反は、大統領選挙直前の承認採決自体を問題視したスーザン・コリンズ1人にとどまった。
バレットの任命により、2020年7月より、最高裁判事の構成は、共和党の大統領に任命されたいわゆる保守派の判事が6人に対して、民主党に任命されたいわゆるリベラル派の判事が3人という、保守派のスーパーマジョリティとなった。2022年6月、ロー対ウェイド事件判決を覆し、人工妊娠中絶の是非は各州の判断に委ねるべきとしたドブス対ジャクソン女性健康機構事件判決では多数派に回った。この判決は、全米だけでなく、フランス議会で中絶権を憲法に明記する改正案が可決されるなど、世界的な論争を巻き起こした。その一方で、他のいわゆる保守派判事、特に最保守とされるクラレンス・トーマスとの間には、判例解釈や歴史的文脈の使用において、見解の不一致が徐々に際立つようになってきており、最高裁判所主席判事のジョン・ロバーツと共に、最高裁判決におけるスウィングボートの役割を担いつつある。

## 家族

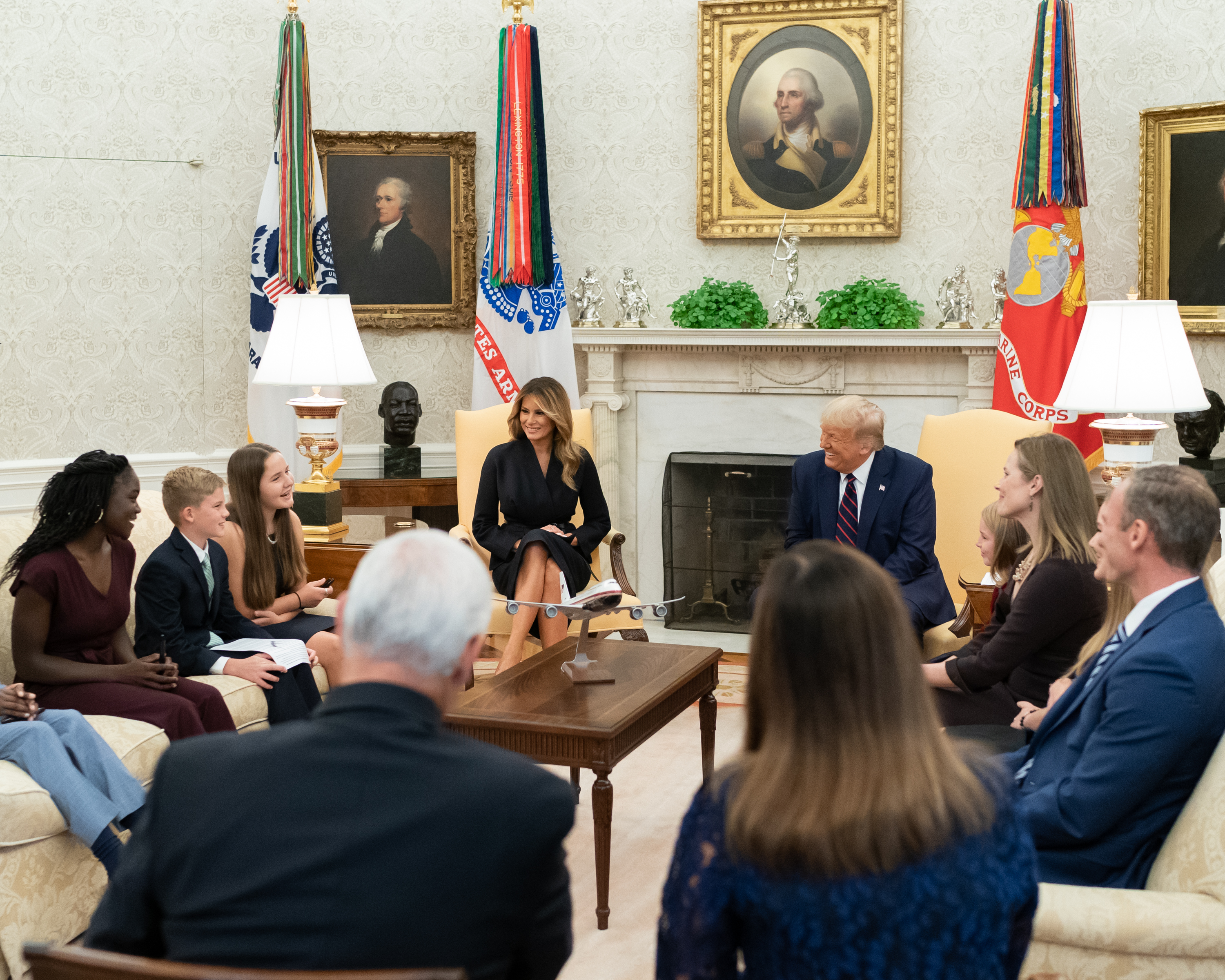
家族でトランプ大統領（当時）と面会するバレット。

夫はノートルダム大学ロースクール時代に出会い、インディアナ州の連邦検事を務めたジェッセ・バレット。バレット夫妻には7人の子供がいるが、その内の2人はハイチ出身の養子である。一番下の子供は、ダウン症候群を患っている。